# O.ME.CA.

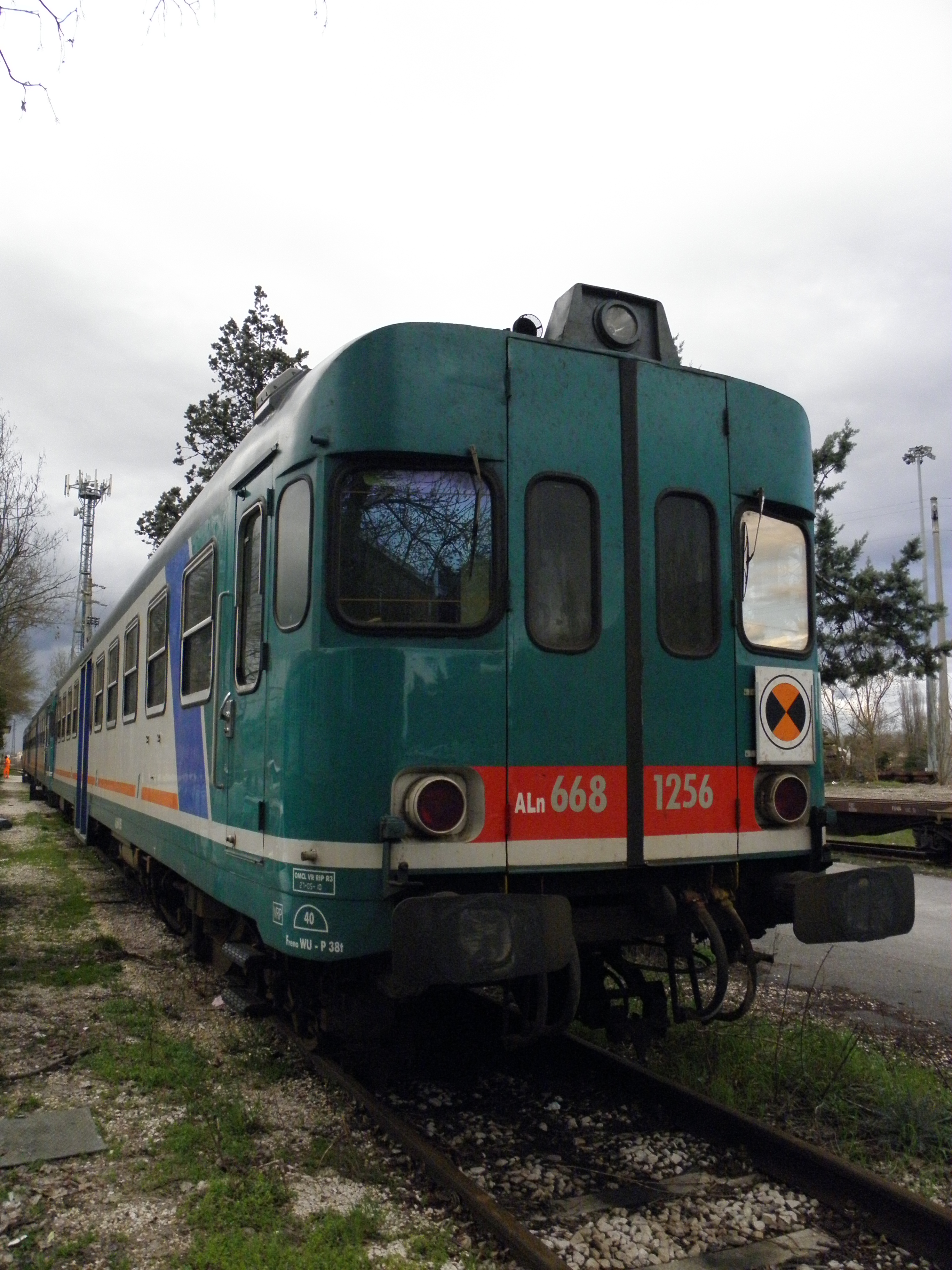
L'Automotrice ALn 668.1256 prodotta dalla Officine Meccaniche Calabresi

Officine Meccaniche Calabresi, nota con la sigla O.ME.CA., è stata una società di produzione di rotabili ferroviari con sede nella zona sud della città di Reggio Calabria, nel rione Gebbione, lungo la linea Jonica.
Prosegue tuttora la produzione nella suddetta officina le produzioni di rotabili sotto marchio Hitachi.

## Storia
Le Officine Meccaniche Calabresi vennero fondate nel 1961 dalla Finmeccanica nell'ambito di quell'operazione di decentramento produttivo voluta dai governi del tempo per dare sviluppo all'occupazione nel Mezzogiorno. Nel 1968 passò all'Efim divenendo negli anni ottanta il fulcro economico della zona con l'occupazione di circa 600 dipendenti.
A servizio della stessa venne realizzata la fermata di Reggio Calabria OMECA.
La OMECA costruì, fra gli altri, 20 casse di elettrotreni ETR 450, un buon numero di locomotive diesel-elettriche FS D.345 e FS D.445 e automotrici ALn 668 gruppo 3000 per le Ferrovie dello Stato.
Inoltre costruì per le Ferrovie del Sud Est, gruppo Ferrovie dello Stato, diverse automotrici della serie Ad tra cui le celebri 31-45, tutt'oggi in servizio e vicine alla dismissione, e altre non più in servizio come la serie 81-88.
Nel corso del tempo la diminuzione delle commesse ha prodotto un ridimensionamento dell'intero gruppo AnsaldoBreda; nel febbraio del 2015 si è concretizzata la cessione dell'intero gruppo alla conglomerata giapponese Hitachi Rail. La cessione ha comportato il trasferimento della proprietà dei tre stabilimenti di Pistoia, Napoli e Reggio Calabria.